# Notre-Dame-du-Pré (Donzy)

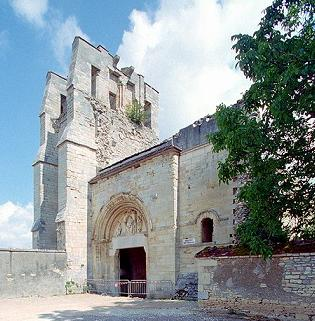
Westfassade

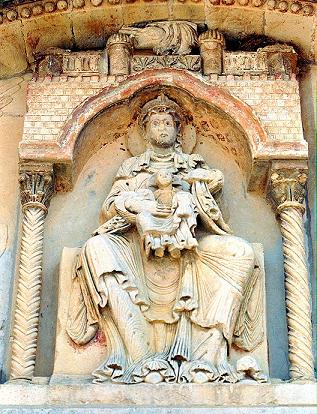
Marienfigur im Tympanon

Die Ruine von Notre-Dame-du-Pré war die Kirche des ehemaligen Cluniazenser-Priorats Donzy-le-Pré bei Donzy (Département Nièvre) und gehört mit ihrem Portal zu den bedeutendsten Zeugnissen romanischer Plastik in Burgund.

## Beschreibung
Der heutige Bau entstand zu Beginn des 12. Jahrhunderts als dreischiffige Basilika mit Querhaus und Chor mit Umgang und Kapellenkranz. Um die Mitte des 12. Jahrhunderts folgte der Narthex mit der Portalanlage. Im 13. Jahrhundert erhielt die Westfassade einen gotischen Nordturm. Die Kirche wurde 1569 zerstört und ist seitdem Ruine. Sie liegt heute im Friedhof von Donzy-le-Pré.
Querhaus, Chor und Krypta sind bis auf die Grundmauern zerstört. Erhalten hat sich nur ein Teil des Langhauses und v. a. der Narthex mit gotischem Turm und der Portalanlage. Der Narthex ist eine dreischiffige kreuzgratgewölbte Halle von zwei Jochen mit spitzbogigen Gurt- und Scheidbögen. (Die Spitzbögen sind kein gotisches Stilelement, sondern eine charakteristische Erscheinung der cluniazensischen Baukunst seit dem Ende des 11. Jahrhunderts.)
Das Tympanon zeigt auf drei Steinplatten die thronende Gottesmutter im Baldachin, flankiert zur Linken (aus der Blickrichtung Mariens) durch den Propheten Jesaja und zur Rechten durch einen weihrauchschwingenden Engel. Stilistisch sind die Skulpturen unmittelbar mit Vézelay zu vergleichen.
Außer der Ruine der Klosterkirche gibt es in Donzy-le-Pré noch die Kapelle Saint-Martin-du-Pré, mit romanischem Portal und Kapitellen (12. Jahrhundert).